# 소리쟁이
소리쟁이(문화어: 송구지)는 마디풀과에 속하는 여러해살이풀이다. 북반구 유럽 원산이며, 남반구에도 퍼져서 전 세계에 분포한다.

## 생태
심어서 기르기도 하고 심어 기르던 것이 야생하기도 한다. 줄기 높이는 30-80cm이고 곧게 자라며 진한 녹색인데 가끔 자줏빛을 띤다. 뿌리에서 나는 잎은 뭉쳐나며 길이 13-30cm, 너비 4-6cm쯤 되는 피침 또는 긴 타원 모양이다. 줄기잎은 어긋나며 긴 피침 모양인데 양끝이 좁고 가장자리에 주름이 많다. 꽃은 6~7월에 원추꽃차례에 20~30개가 돌려나며 피며 녹색이다. 열매는 수과로 세 모서리가 지고 길이는 5mm쯤이며 단단하다. 밤색으로 익는다.

## 비슷한 풀
참소리쟁이가 매우 비슷하다. 소리쟁이는 참소리쟁이에 비해 잎 가장자리에 주름이 더 많고, 열매의 안쪽 꽃덮개가 둥글며 톱니가 없는 점에서 구별한다.

## 쓰임새

### 식용 및 민간약용
어린잎은 신맛이고 나물이나 장아찌로 해 먹는다. 단, 너무 많이 먹으면 요로결석이 생길 수 있다. 《동의보감》에 패독채(敗毒菜)로 소개되어 있는데 민간약으로 긴히 쓰인다.

### 독성
건조 중량의 6.6~11.1%의 옥살산을 함유하고 있는 고옥살산 식물로서, 소리쟁이가 분포하는 초지에 방목한 양의 경우에 40시간 이내에 10%가 급성 옥살산 중독 증상을 보이며, 그중에 일부는 사망하였다는 보고가 있다.

### 관련 종
- 마디풀
- 개대황

## 사진

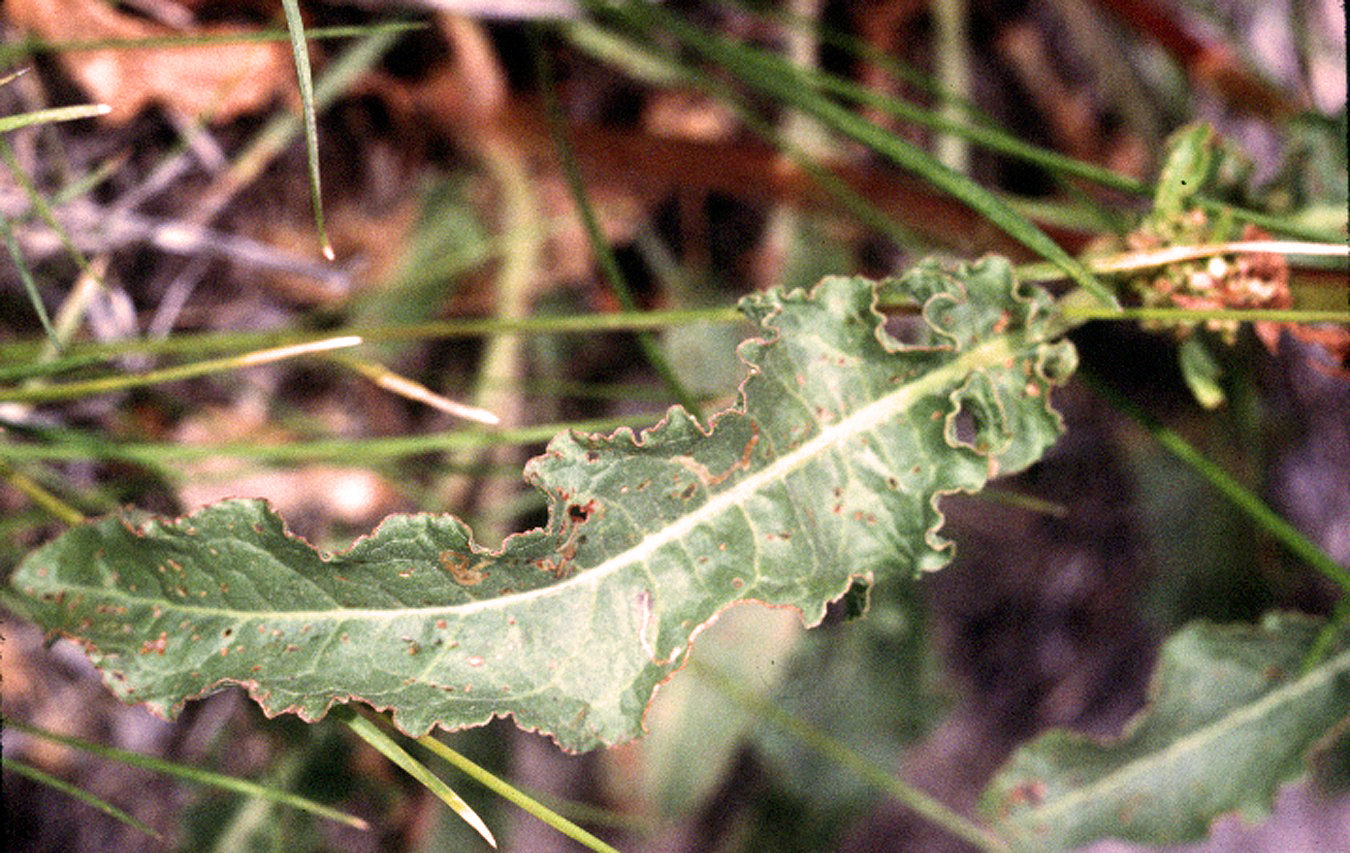
잎
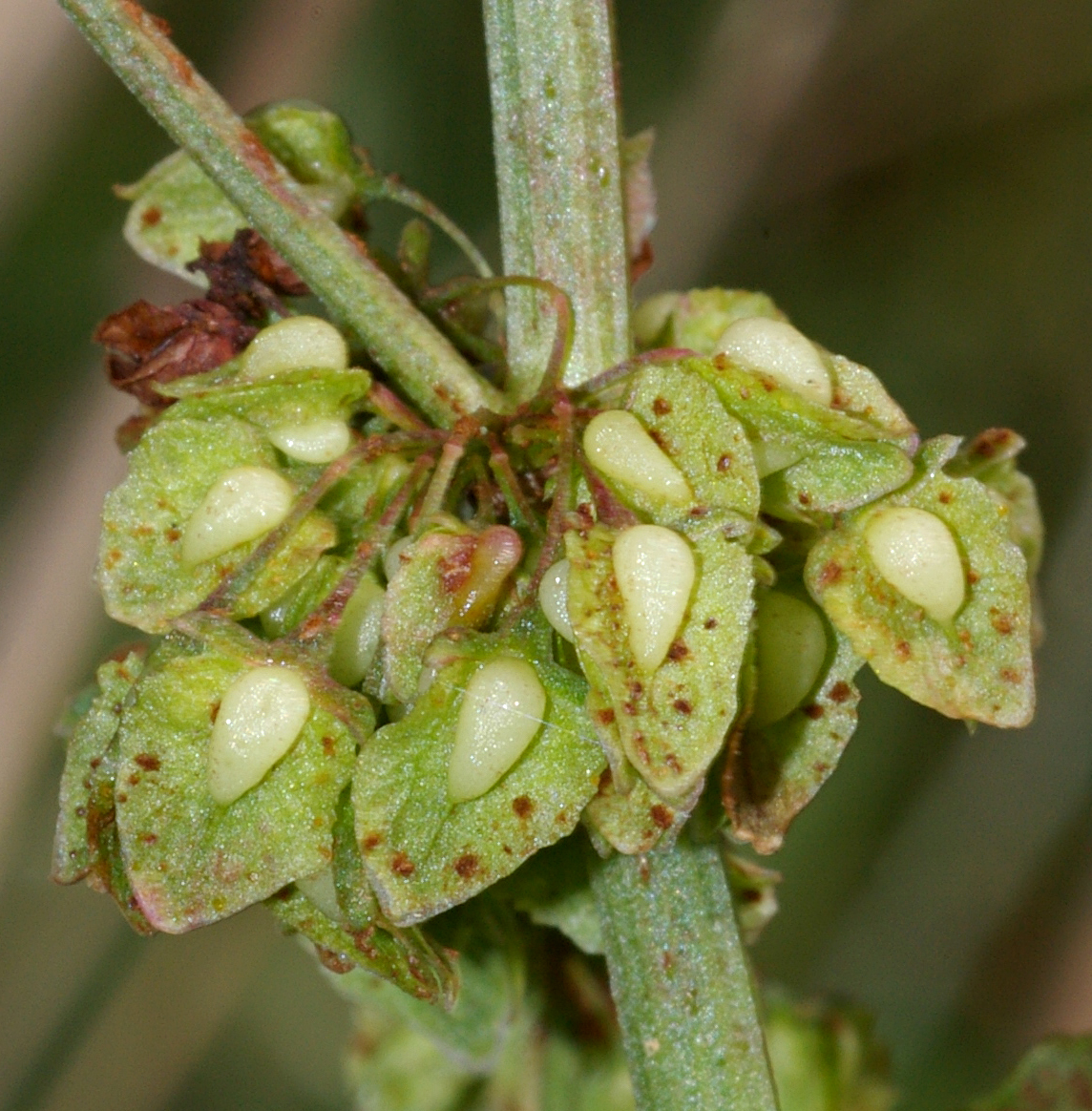
열매
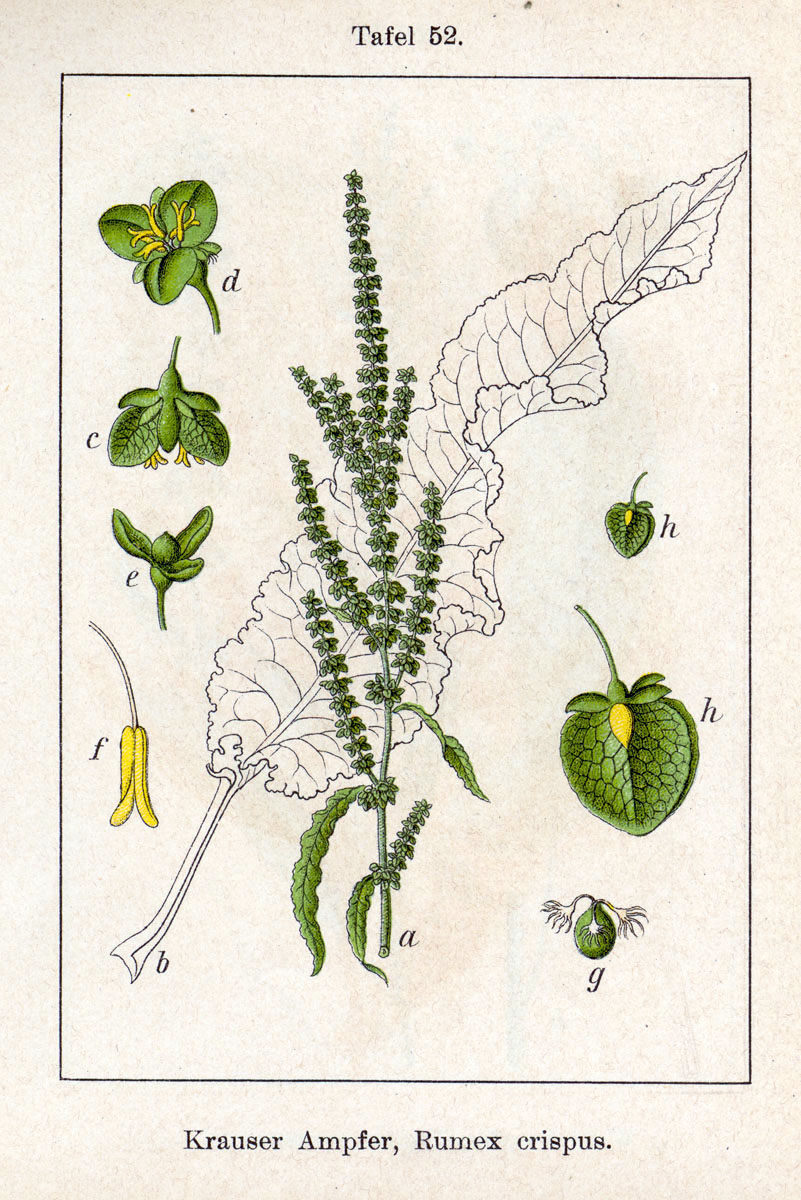

## 참고 문헌
- 이동혁 (2007). 《오감으로 찾는 우리 풀꽃》. 도서출판 이비컴. ISBN 978-89-89484-57-8.
- 박수현 (2009). 《세밀화와 사진으로 보는 한국의 귀화식물》. 일조각. ISBN 978-89-337-0562-9.
- 풀베개 보관됨 2015-12-10 - 웨이백 머신